# Patay család (báji)

A báji Patay család címere (1614)

A báji Patay család egy régi előkelő Szabolcs vármegyei eredetű nemesi földbirtokos család, amely azon megyei Báj helység után veszi a nemesi előnevét. A család idővel több ágra oszolva, több megyében, nevezetesen Szatmár, Ugocsa, Pest, Bihar vármegyékben terjedt el.

## A család története
Patay János, felesége Asztalos Zsuzsanna, és gyermekei Patay Anna, Erzsébet, valamint János fivérei Patay György, Pál és István 1614. augusztus 10-én II. Mátyás magyar királytól, nemességet és családi címert szerzett adományban. A báji Patay család Zemplén vármegyében már a 17. század végén feltűnik, a midőn Patay János a Thököly Imre híveitől vissza nyert megyei pecsétet a vármegyének 1686-ban átadta. II. Rákóczi Ferencnek Patay Sámuel (1679–1749) biztosa volt, és ennek parancsára dúlatta fel 1705-ben Tokaj várát. Patay Sámuel Rákóczi tokaji harmincadosa és kapitánya volt. A Rákóczi-szabadságharc után tekintélyes vagyont szerzett, több megyében volt birtokos. 1729. szeptember 5-én „báji” (a Szabolcs vármegyei Báj községről) előnevet kapott III. Károly magyar királytól. Patay Sámuel és Udvarhelyi Mária frigyéből született fia Patay Sámuel (1709–1788), aki tovább vitte a családot.
Patay Sámuel (1709–1788), Abaúj, Zemplén, Szabolcs vármegye országgyűlési követe, földbirtokos, 1744. július 8-án királyi tanácsosi cimet szerzett Mária Terézia magyar királynőtől. A Patay Sámuel, ki több birtokot szerzett, nevezetesen 1755-ben nádori adományt vitt Ugocsa megyei Bekény helységbeli részbirtokára. 1765-ben Szatmár megyében a szenyesi pusztára. Patay Sámuel neje szuhafői Szuhay Erzsébet, aki 1765-ben halt meg, és akivel 35 éves házasságából három fiú- és egy leány gyermek érte el a felnőttkort: Patay Ferenc, akinek a neje fáji Fáy Katalin, Patay Erzsébet, akinek a férje Bezelnay Mihály, Patay Pál, és Patay József (1734–1797), földbirtokos, a Tiszáninneni református egyház gondnoka, aki tovább vitte a családot.
Báji Patay József (1734–1797) kétszer nősült meg: első felesége nagyréthi Darvas Zsuzsanna, akinek a szülei Darvas József, földbirtokos és Szirmay Zsuzsanna voltak. A második hitvese a római katolikus nemesi származású fáji Fáy Borbála (1754–1830), akinek a szülei fáji Fáy András (1724–1791), földbirtokos, és márkus és batizfalvi Máriássy Borbála voltak. 1771. április 3-án kelt a Mária Terézia magyar királynő házassági engedélye, hogy a református Patay József elvehesse feleségül a római katolikus Fáy Borbálát. Patay József és Fáy Borbála fia báji Patay Sámuel (1799–1868), Abaúj vármegye első alispánja, földbirtokos; feleségül vette Czövek Terézia (1816–1892) kisasszonyt, akinek a szülei Czövek Mihály és Kecskeméthy Julianna voltak. Patay József és Fáy Borbála fia Patay István (1782–1854), Szabolcs vármegye alispánja, földbirtokos, akinek a neje nagy-ilosvai Ilosvay Polixénia volt.

### Sámuel ága
Patay Sámuel (1799–1868), Abaúj vármegye első alispánja, földbirtokos; és Czövek Terézia (1816–1892) frigyéből született: Patay Etelka, akinek az első férje Kraynik Ödön, a második nagybárcsai Bárcsay Ödön, Patay Mária, akinek a férje bernátfalvi Bernáth Dezső, Patay Gyula (1848–1892), és ifjabb Patay Sámuel (1850–1886), akinek a felesége Gencsy Margit (1859-1939) volt.
Patay Sámuel Abaúj vármegye első alispánja és Czövek Terézia fia, Patay Gyula (1848–1892), földbirtokos, kétszer nősült: az első neje pilisi és szilasi Szilassy Kornélia (1853–1879), akinek a szülei pilisi és szilasi Szilassy Kálmán (1833–1877), földbirtokos és kenesei Kenessey Kornélia (1853–1879) voltak. Patay Gyula és Szilassy Kornélia frigyéből egyetlenegy fiúgyermek született: Patay Sámuel (1877–1954). Szilassy Kornélia halála után idősebb Patay Gyula feleségül vette Szathmáry-Király Anna (1862–1944) úrhölgyet, aki a miskolci református Filléregylet tiszteletbeli elnöknője lett, valamint a vöröskereszt érdemrend tulajdonosa is volt. Patay Gyuláné Szathmáry-Király Anna szülei Szathmáry-Király Pál (1811–1879), Gömör vármegye főispánja, országgyűlési képviselő, földbirtokos és turóczdivéki és nagypalugyai Platthy Ida (1826–1895) voltak. Patay Gyula és Szathmáry-Király Anna frigyéből született: Patay Anna, akinek a férje báró pelsőczi Hámos Antal, Patay Gyula, Patay Katalin, akinek a férje márkus és batizfalvi Máriássy Andor, valamint dr. Patay György.
Patay Sámuel Abaúj vármegye első alispánja és Czövek Terézia fia, ffjabb Patay Sámuel (1850–1886), földbirtokos feleségül vette gencsi és érmihályfalvi Gencsy Margit (1859-1939) kisasszonyt, akinek a szülei gencsi és érmihályfalvi Gencsy Zsigmond (1820–1883), földbirtokos és gencsi és érmihályfalvi Gencsy Malvin (1836–1914) voltak. Patay Sámuel és Gencsy Margit házasságából született: Patay Márta (1879-1965), akinek a férje az őrgróf körösszegi és adorjáni Csáky-Pallavicini családból való őrgróf Csáky-Pallavicini Roger (1874–1943), Császári és királyi huszárszázados, földbirtokos, Patay Tibor (1880-1941), Pest-Pilis-Solt-Kiskun vármegye főispánja, a Magyar Országgyűlés Felsőházának a tagja, aki tovább vitte a családot, és dr. Patay Sámuel (1884–1966), jogász, aki nőtlen és leszármazottak nélkül hunyt el.

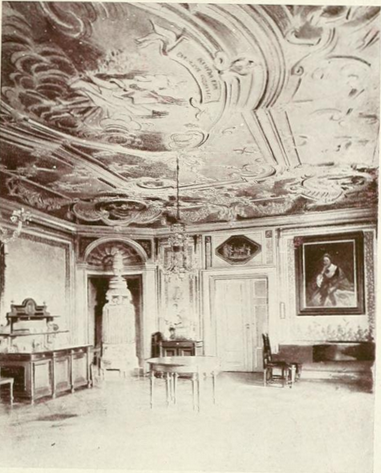
A Prónay-Patay kastély ebédlője Acsán (1910)

Patay Tibor (1880–1941), Pest-Pilis-Solt-Kiskun vármegye főispánja, a Magyar Országgyűlés Felsőházának a tagja, a Johannita lovagrend valóságos lovagja, földbirtokos, 1907 szeptember 28-án Acsán feleségül vette báró tótprónai és blatniczai Prónay Iphigénia (1884–1975), akinek a szülei dr. báró tótprónai és blatniczai Prónay Dezső (1848–1940), jogász, egyetemes evangéliumi egyházfelügyelő, földbirtokos és báró tótprónai és blatniczai Prónay Iphigénia (1847–1935) voltak. Báró Prónay Dezső építette Iphigénia lányának, és újdonsült vejének, Patay Tibor vármegyei főispánnak a acsai Sápivölgyi majorban a Prónay-Patay kastélyt 1910-ben. Patay Tibor és báró Prónay Iphigénia frigyéből született: Patay József (1908–2007), Patay Sándor (1910–2011) és Patay Pál.
Patay József (1908–2007), földbirtokos Budapesten, 1938. július 30-án feleségül vette a gróf borosjenői Tisza családból való gróf borosjenői Tisza Jolán (1916–1998) kisasszonyt, akinek a szülei ifjabb gróf borosjenői Tisza István (1886–1918), császári és királyi huszárfőhadnagy, a főrendiház örökös tagja, földbirtokos, és csikszentmihályi Sándor Jolán (1893–1969) voltak. Az apai nagyszülei idősebb gróf borosjenői Tisza István (1861–1918) a Magyar Királyság miniszterelnöke először 1903 és 1905 között, majd 1913 és 1917 között és borosjenői Tisza Ilona (1855–1925) voltak.
Patay Sándor (1910–2011), földbirtokos feleségül vette Wekerle Alexandra (1920–2013) kisasszonyt, akinek a szülei Wekerle Sándor (1878–1963), pénzügyminiszter és csákói Geist Mária Lujza Erzsébet (1886–1977) voltak. Az apai nagyszülei idősebb Wekerle Sándor (1848–1921), a Magyar Királyság miniszterelnöke, és parnói Molnár Gizella (1856–1936) voltak. Az anyai nagyszülei csákói Geist Gyula (1855–1903), nagybirtokos, Békés-megye törvényhatósági bizottsági tagja, és a Gazdasági Egyesülete elnöke valamint nemes Jálics Lujza (1866–1942) asszony, a Pro Ecclesia et Pontifice kitüntetés és a Vöröskereszt II. hadiékítményes díszjelvény tulajdonosa voltak.
Patay Pál elvette Mózes Klára kisasszonyt.

### István ága

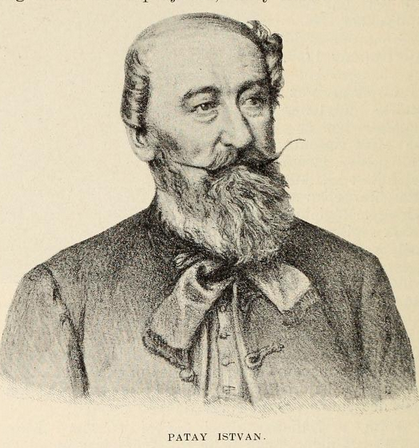
Patay István (1808–1878) katonatiszt, megyei hivatalnok, honvéd ezredes, függetlenségi politikus.

Patay István (1782–1854), Szabolcs vármegye alispánja, földbirtokos, feleségül vette nagy-ilosvai Ilosvay Polixéna (1787–1851) kisasszonyt. Gyermekük: ifjabb báji Patay István (1808–1878) katonatiszt, megyei hivatalnok, honvéd ezredes, függetlenségi politikus. Az 1848/49-es szabadságharc alatt 1848. június 19-től nemzetőr őrnagy, majd szeptember közepétől Szabolcs vármegye önkéntes nemzetőrzászlóalj parancsnokaként tevékenykedett. Görgei Artúr, illetve Perczel Mór parancsnoksága alatt részt vett a Jelačić elleni harcokban. A fegyverletétel után bujkált, majd nyírmadai birtokán élt visszavonultan. A kiegyezés után országgyűlési képviselővé választották. Ifjabb Patay István feleségül vette Tussay Teréz kisasszonyt, majd özvegy nagykállói Kállay Boldizsárné nagykállói Kállay Teréz (1810–1899) asszonyt. Ifjabb Patay István két házasságából nem maradt meg utódja.
Patay István Szabolcs vármegye alispánja, és nagy-ilosvai Ilosvay Polixénia lányai: Patay Jolánta (1808–1865), akinek az első férje Borbély Mihály, a második csepei Zoltán Mihály, Patay Piroska (1813–1862), akinek a férje leveleki Molnár Ágoston (1808–1890), Patay Katalin, akinek a férje Zoltán János, és Patay Hermina (1816–1870), akinek a férje nánási Oláh Mihály (1806–1861), földbirtokos.
Patay István Szabolcs vármegye alispánja, és nagy-ilosvai Ilosvay Polixénia másik fiúgyermeke tovább vitte a családot: Patay András (1811–1861), földbirtokos feleségül vette Dolinay Terézia kisasszonyt. Patay András és Dolinay Terézia frigyéből két leány- és egy fiúgyermek érte el a felnőttkort: Patay Katalin (1850–†?), akinek a férje nagykállói Kállay Viktor (1841–†?), földbirtokos, Patay Paulina (1842–1925), akinek a férje négyesi Szepessy Gyula (1833–1910), földbirtokos, valamint Patay András (1837–1916), császári és királyi tábornok, Debrecen és Nagyvárad szabad királyi városok főispánja.

## A báji Patay család címere
A család címere (1614): Kék mezőben, koronás zöld halmon hajlott páncélos kar, kezében egy vörös szív közepébe szúrt három zöld-levelű száras piros rózsát tartva. Sisakdísz a kar. Takarók: kék-arany, vörös-ezüst.